# Carlo Lucherini
Carlo Lucherini (Monterotondo, 1º maggio 1953) è un politico italiano.

## Biografia

### Elezione a senatore
Nel 2013 viene eletto senatore della XVII legislatura della Repubblica Italiana nella circoscrizione Lazio per il Partito Democratico.